# بچه رئیس
بچه رئیس (انگلیسی: The Boss Baby) فرنچایز رسانه‌ای اثر دریم‌ورکس انیمیشن است. این اثر اقتباسی آزاد از کتاب تصویری به همین نام به نویسندگی مارلا فرازی است. اولین اثر این فرنچایز فیلم سینمایی بچه رئیس محصول ۲۰۱۷ و آثار بعدی شامل بچه رئیس: کسب‌وکار خانوادگی، بچه رئیس: بازگشت به کار و بچه رئیس: بازگشت به گهواره بود. علاوه بر این‌ها دو فیلم کوتاه نیز ساخته شد.